# Rancourt-sur-Ornain
Pour les articles homonymes, voir Rancourt et Ornain.
Rancourt-sur-Ornain est une commune française située dans le département de la Meuse, en région Grand Est.

## Géographie

### Hydrographie
La commune est dans la région hydrographique « la Seine de sa source au confluent de l'Oise (exclu) » au sein du bassin Seine-Normandie. Elle est drainée par l'Ornain, la Fosse Payen, le canal de l'Ornain, le ruisseau des Fontaines, le Fossé Grand Bras, le Grand Fossé, le Fossé des Trolles, le Fossé, la Fosse de la Vieille Rivière, divers bras de la Vieille Rivière, le Fossé des Ajeaux, le cours d'eau 01 de la Gravière du Jaie, le canal 01 de la commune de Rancourt-sur-Ornain, l'Ornain, le Fossé 01 de Petite Vautronbois et divers autres petits cours d'eau,.
L'Ornain, d'une longueur de 116 km, prend sa source dans la commune de Grand et se jette  dans la Saulx à Étrepy, après avoir traversé 36 communes. 

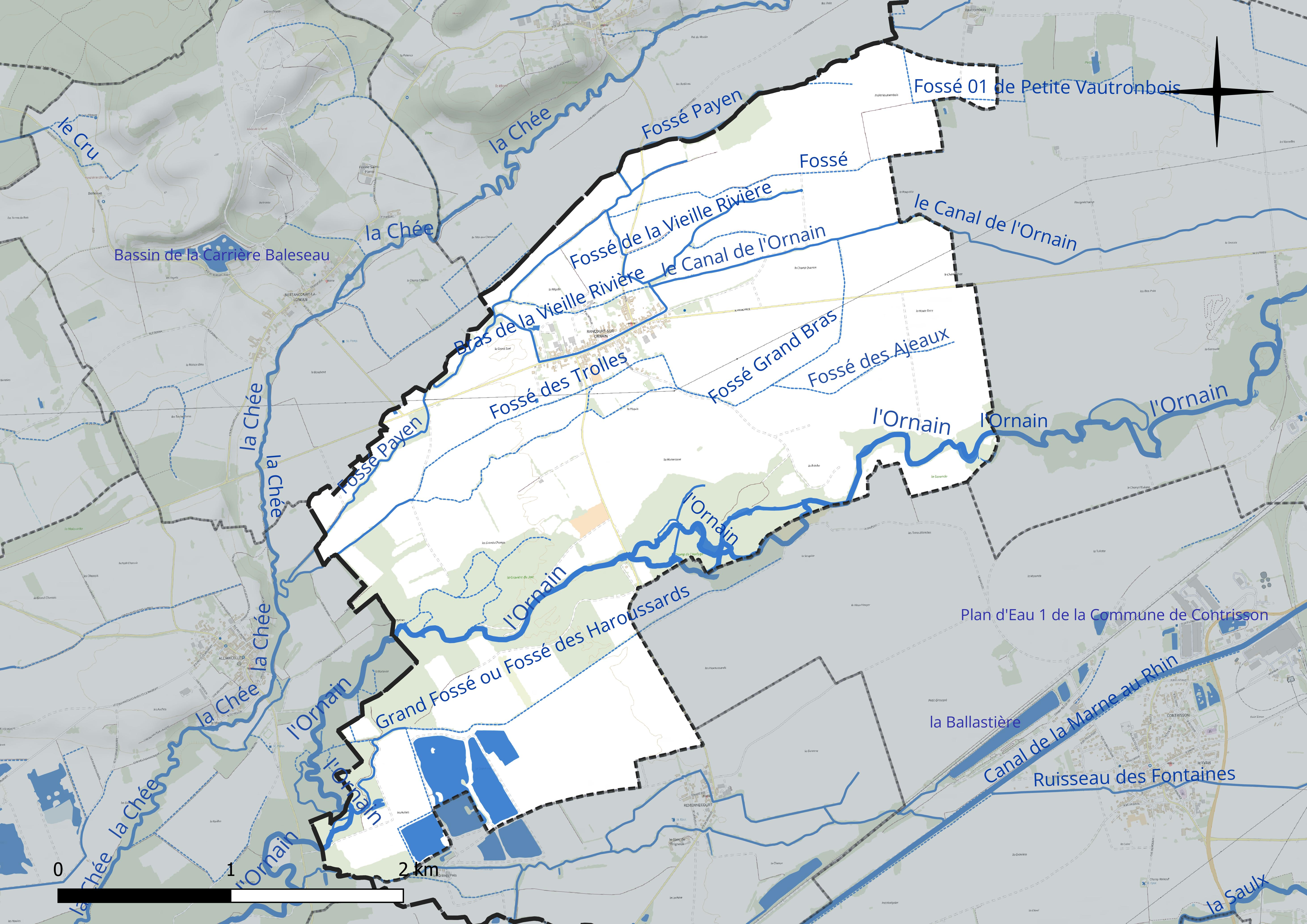
Réseau hydrographique de Rancourt-sur-Ornain.

### Climat
Pour des articles plus généraux, voir Climat du Grand Est et Climat de la Meuse.
En 2010, le climat de la commune est de type climat des marges montargnardes, selon une étude du Centre national de la recherche scientifique s'appuyant sur une série de données couvrant la période 1971-2000. En 2020, Météo-France publie une typologie des climats de la France métropolitaine dans laquelle la commune est exposée à un climat océanique altéré et est dans une zone de transition entre les régions climatiques « Nord-est du bassin Parisien » et « Lorraine, plateau de Langres, Morvan ». 
Pour la période 1971-2000, la température annuelle moyenne est de 10,2 °C, avec une amplitude thermique annuelle de 15,8 °C. Le cumul annuel moyen de précipitations est de 856 mm, avec 12,9 jours de précipitations en janvier et 8,9 jours en juillet. Pour la période 1991-2020, la température moyenne annuelle observée sur la station météorologique de Météo-France la plus proche, « Vassincourt », sur la commune de Vassincourt à 9 km à vol d'oiseau, est de 11,4 °C et le cumul annuel moyen de précipitations est de 871,0 mm. 
La température maximale relevée sur cette station est de 41,7 °C, atteinte le 24 juillet 2019 ; la température minimale est de −17,4 °C, atteinte le 20 décembre 2009,,. 
Les paramètres climatiques de la commune ont été estimés pour le milieu du siècle (2041-2070) selon différents scénarios d'émission de gaz à effet de serre à partir des nouvelles projections climatiques de référence DRIAS-2020. Ils sont consultables sur un site dédié publié par Météo-France en novembre 2022.

## Urbanisme

### Typologie
Au 1er janvier 2024, Rancourt-sur-Ornain est catégorisée commune rurale à habitat dispersé, selon la nouvelle grille communale de densité à sept niveaux définie par l'Insee en 2022.
Elle est située hors unité urbaine. Par ailleurs la commune fait partie de l'aire d'attraction de Bar-le-Duc, dont elle est une commune de la couronne,. Cette aire, qui regroupe 86 communes, est catégorisée dans les aires de 50 000 à moins de 200 000 habitants,.

### Occupation des sols
L'occupation des sols de la commune, telle qu'elle ressort de la base de données européenne d’occupation biophysique des sols Corine Land Cover (CLC), est marquée par l'importance des territoires agricoles (78,3 % en 2018), en augmentation par rapport à 1990 (72,2 %). La répartition détaillée en 2018 est la suivante : 
terres arables (73,1 %), forêts (16,9 %), prairies (5,1 %), zones urbanisées (2,7 %), eaux continentales (2,1 %), zones agricoles hétérogènes (0,1 %). L'évolution de l’occupation des sols de la commune et de ses infrastructures peut être observée sur les différentes représentations cartographiques du territoire : la carte de Cassini (XVIIIe siècle), la carte d'état-major (1820-1866) et les cartes ou photos aériennes de l'IGN pour la période actuelle (1950 à aujourd'hui).

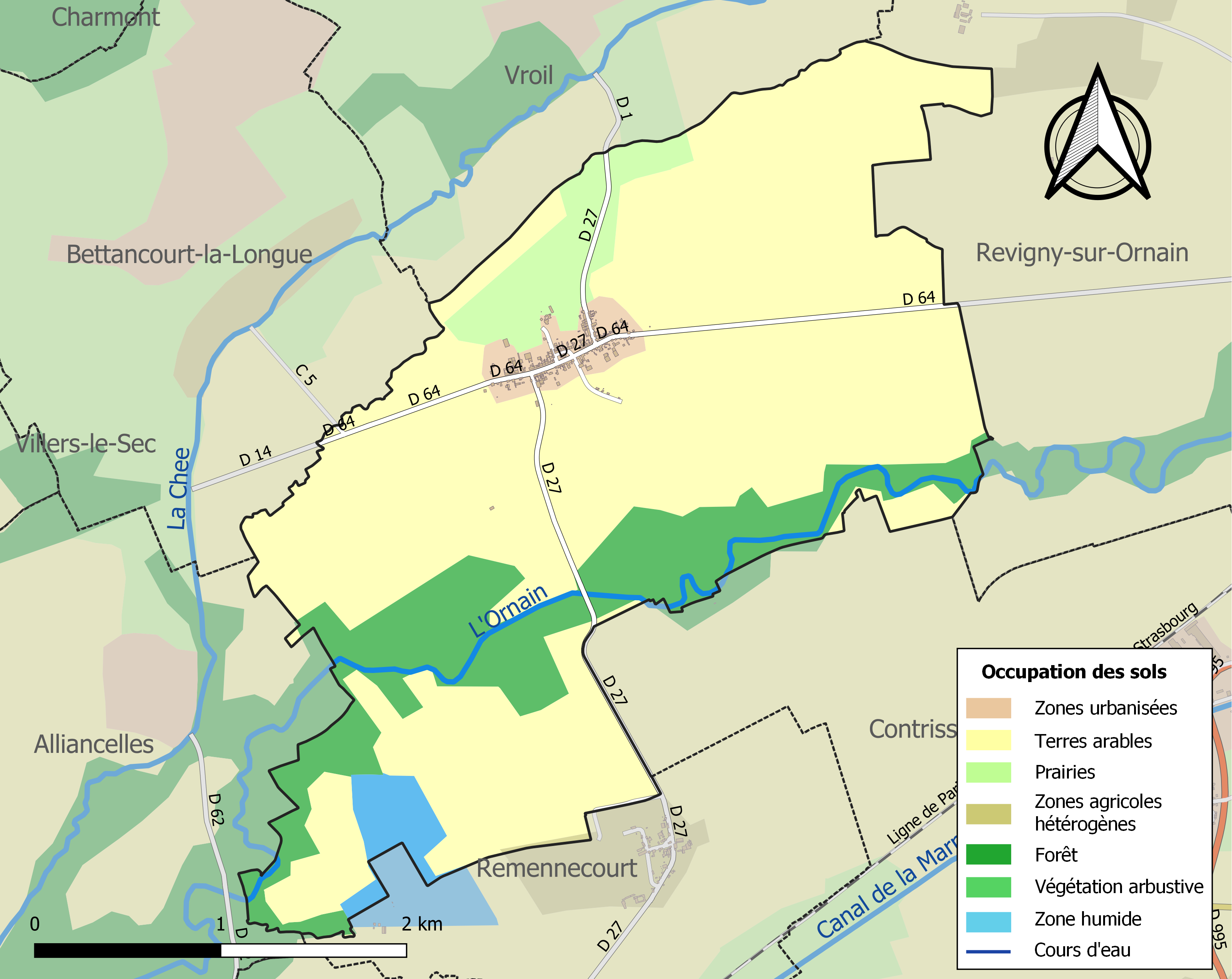
Carte des infrastructures et de l'occupation des sols de la commune en 2018 (CLC).

## Toponymie
Le nom de la localité est attesté sous les formes Roncourt (1321) ; Roncuria-prope-Revigneyum (1402) ; Raucourt (1579) ; Roucour (1700) ; Rancuria (1711).

Il s'agit d'une formation toponymique médiévale en -court au sens ancien de « cour de ferme, domaine rural ».
L'Ornain est une rivière du Nord-Est de la France. Affluent de la Saulx, l'Ornain prend sa source au sud de Gondrecourt-le-Château et se jette dans la Saulx en rive droite, à Étrepy.

## Politique et administration

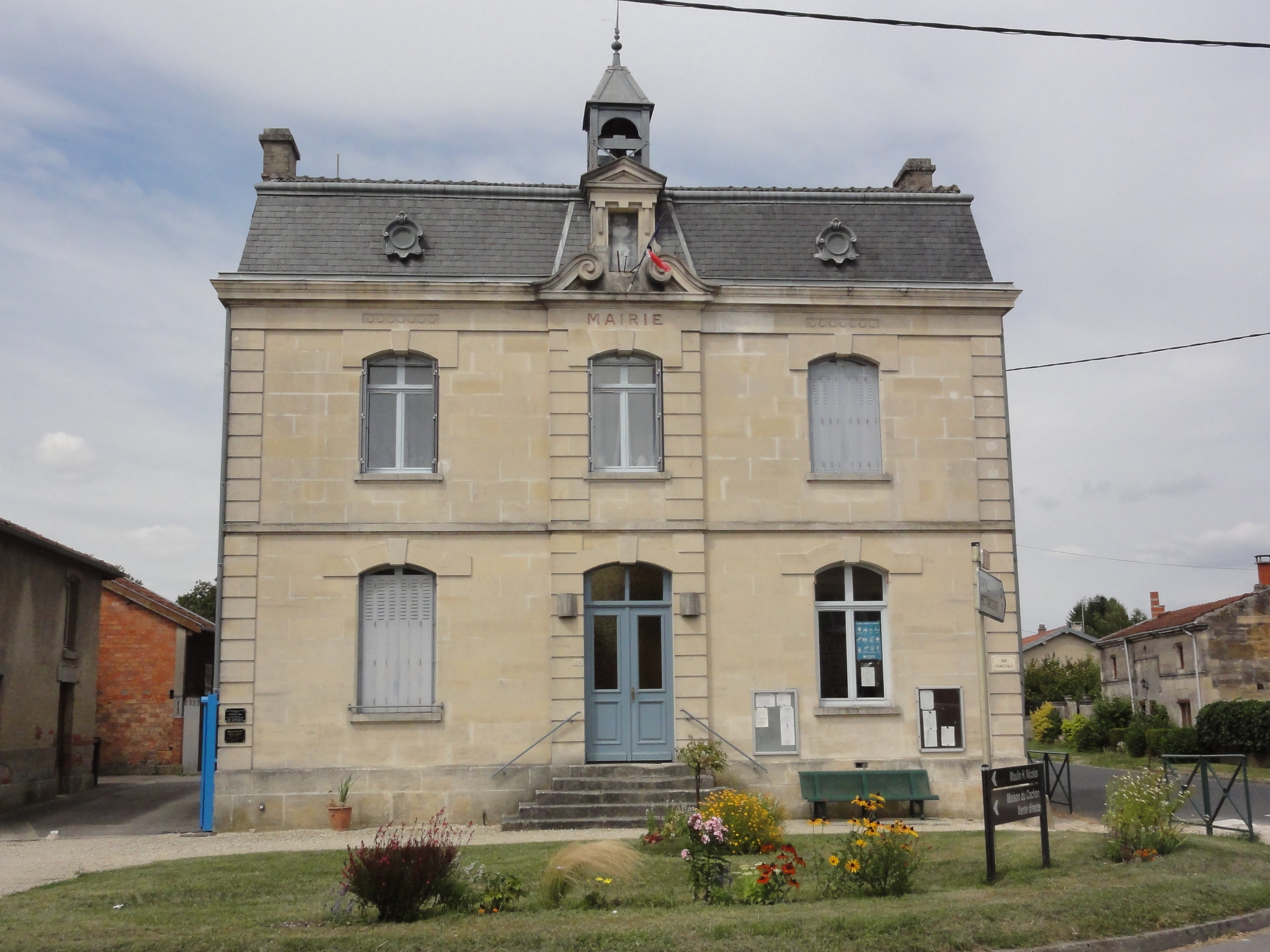
La mairie.

| Période                                  | Période                      | Identité                                        | Étiquette | Qualité        |
| ---------------------------------------- | ---------------------------- | ----------------------------------------------- | --------- | -------------- |
| Les données manquantes sont à compléter. |                              |                                                 |           |                |
| mars 2001                                | mars 2014                    | Michel Perrin                                   |           |                |
| mars 2014                                | En cours (au 3 juillet 2020) | Christian Michel Réélu pour le mandat 2020-2026 |           | Ancien employé |

## Population et société

### Démographie
L'évolution du nombre d'habitants est connue à travers les recensements de la population effectués dans la commune depuis 1793. Pour les communes de moins de 10 000 habitants, une enquête de recensement portant sur toute la population est réalisée tous les cinq ans, les populations de référence des années intermédiaires étant quant à elles estimées par interpolation ou extrapolation. Pour la commune, le premier recensement exhaustif entrant dans le cadre du nouveau dispositif a été réalisé en 2007.

En 2022, la commune comptait 180 habitants, en évolution de −8,63 % par rapport à 2016 (Meuse : −4,4 %, France hors Mayotte : +2,11 %).
| 1793 | 1800 | 1806 | 1821 | 1831 | 1836 | 1841 | 1846 | 1851 |
| ---- | ---- | ---- | ---- | ---- | ---- | ---- | ---- | ---- |
| 442  | 526  | 518  | 518  | 547  | 528  | 558  | 548  | 528  |

| 1856 | 1861 | 1866 | 1872 | 1876 | 1881 | 1886 | 1891 | 1896 |
| ---- | ---- | ---- | ---- | ---- | ---- | ---- | ---- | ---- |
| 508  | 526  | 496  | 471  | 438  | 447  | 422  | 430  | 409  |

| 1901 | 1906 | 1911 | 1921 | 1926 | 1931 | 1936 | 1946 | 1954 |
| ---- | ---- | ---- | ---- | ---- | ---- | ---- | ---- | ---- |
| 411  | 416  | 380  | 338  | 337  | 269  | 272  | 216  | 251  |

| 1962 | 1968 | 1975 | 1982 | 1990 | 1999 | 2006 | 2007 | 2012 |
| ---- | ---- | ---- | ---- | ---- | ---- | ---- | ---- | ---- |
| 333  | 275  | 234  | 236  | 232  | 214  | 207  | 206  | 211  |

| 2017 | 2022 | - | - | - | - | - | - | - |
| ---- | ---- | - | - | - | - | - | - | - |
| 191  | 180  | - | - | - | - | - | - | - |

## Culture locale et patrimoine

### Lieux et monuments
- Le monument aux morts sur la place de l'Église.
- L'église Saint-Médard, classée monument historique par arrêté du 8 novembre 1994[22].
- La mairie.

### Héraldique
| Blason de Rancourt-sur-Ornain | Blason  | Tranché ; au 1 de sinople à la tête arrachée de bélier d'argent accornée et allumée d'or, au 2 de gueules à la roue de moulin d'or, au chef d'or chargé, à dextre d’un crosseron de crosse d’évêque et à senestre d’un fer à cheval, les deux de gueules. |
| Blason de Rancourt-sur-Ornain | Détails | Dessiné par Robert-André Louis, adopté par la commune le 6 octobre 2016. |